# Alessandro De Marchi (Dirigent)
Alessandro De Marchi (* 1962 in Rom) ist ein italienischer Dirigent und Cembalist, der vor allem für seine Interpretationen der Musik des Barocks bekannt wurde. Er war von 1998 bis 2018 Leiter des Orchesters Academia Montis Regalis (Mondovì) und seit 2010 künstlerischer Leiter der Innsbrucker Festwochen der Alten Musik.

## Leben
De Marchi studierte am Conservatorio di Santa Cecilia in Rom Orgel und Komposition und an der Schola Cantorum Basiliensis in Basel Cembalo, Kammermusik und barocke Aufführungspraxis. Danach war er als Repetitor mit Dirigierverpflichtung  an der Staatsoper Unter den Linden (Berlin) und als Assistent bei den Salzburger Festspielen tätig. Er spricht fließend Deutsch.
De Marchi gastierte an der Semperoper (Dresden), der Opéra National de Lyon, der Mailänder Scala, am Théâtre de la Monnaie (Brüssel), dem Teatro San Carlo (Neapel), dem Opernhaus Oslo, dem Teatro Regio (Turin), dem Theater an der Wien (Wien), beim Maggio Musicale Fiorentino (Florenz), der Hamburgischen Staatsoper, der Deutschen Oper Berlin und bei Teatro La Fenice (Venedig). Als Gast dirigierte er u. a. das Orchestre National de France (Paris), das Orchestra dell’Accademia Nazionale di Santa Cecilia (Rom), die Wiener Symphoniker, die NDR Radiophilharmonie und die Radio Kamer Filharmonie in Amsterdam.

## Auszeichnungen
- 2023: Tiroler Adler-Orden in Gold[1]